# Santiago Toloza
Santiago Federico Toloza (Morteros, 28 ottobre 2002) è un calciatore argentino, centrocampista del Platense.

## Caratteristiche tecniche
È un trequartista.

## Carriera
Toloza è cresciuto nel settore giovanile del Talleres (C) che lo ha prelevato nel 2015 del 9 de Julio de Morteros. Nel 2020 ha firmato il suo primo contratto professionistico ed il 17 marzo 2022 ha esordito in prima squadra nell'incontro di Copa Argentina vinto 4-0 contro il Güemes (SdE).
Il 7 gennaio 2023 è stato ceduto in prestito all'Arsenal Sarandí, che il 29 agosto ha esercitato l'opzione per l'acquisizione del giocatore a titolo definitivo.
Il 4 settembre 2023 è stato acquistato a titolo definitivo dall'Independiente.

## Statistiche

### Presenze e reti nei club
Statistiche aggiornate al 2 luglio 2025.
| Stagione             | Squadra              | Campionato           | Campionato | Campionato | Coppe nazionali | Coppe nazionali | Coppe nazionali | Coppe continentali | Coppe continentali | Coppe continentali | Altre coppe | Altre coppe | Altre coppe | Totale | Totale | Totale |
| Stagione             | Squadra              | Comp                 | Pres       | Reti       | Comp            | Pres            | Reti            | Comp               | Pres               | Reti               | Comp        | Pres        | Reti        | Pres   | Reti   |        |
| -------------------- | -------------------- | -------------------- | ---------- | ---------- | --------------- | --------------- | --------------- | ------------------ | ------------------ | ------------------ | ----------- | ----------- | ----------- | ------ | ------ | ------ |
| 2022                 | Talleres (C)         | PD                   | 6          | 0          | CA+CdL          | 2+6             | 0               | CL                 | 2                  | 0                  | -           | -           | -           | 16     | 0      |        |
| 2023                 | Arsenal Sarandí      | PD                   | 23         | 4          | CA+CdL          | 1+2             | 1+1             | -                  | -                  | -                  | -           | -           | -           | 26     | 6      |        |
| 2023                 | Independiente        | PD                   | -          | -          | CA+CdL          | 1+5             | 0               | -                  | -                  | -                  | -           | -           | -           | 6      | 0      |        |
| 2024                 | Independiente        | PD                   | 3          | 0          | CA+CdL          | 1+8             | 0               | -                  | -                  | -                  | -           | -           | -           | 12     | 0      |        |
| Totale Independiente | Totale Independiente | Totale Independiente | 3          | 0          |                 | 15              | 0               |                    | -                  | -                  |             | -           | -           | 18     | 0      |        |
| 2025                 | Platense             | PD                   | 5          | 0          | CA              | 2               | 0               | -                  | -                  | -                  | -           | -           | -           | 7      | 0      |        |
| Totale carriera      | Totale carriera      | Totale carriera      | 37         | 4          |                 | 28              | 2               |                    | 2                  | 0                  |             | -           | -           | 67     | 6      |        |

## Palmarès

### Club

#### Competizioni nazionali
- Campionato argentino: 1

Platense: 2025 (Apertura)